# Yarpuzlu, Muş
Yarpuzlu là một xã thuộc thành phố Muş, tỉnh Muş, Thổ Nhĩ Kỳ. Dân số thời điểm năm 2011 là 1.363 người.